# Alexander Milne (1er baronnet)
Pour les articles homonymes, voir Alexander Milne et Milne.
 (mai 2016).
Alexander Milne, 1er baronnet, né le 10 novembre 1806 à Inveresk et mort dans ce même village le 29 décembre 1896, est un amiral de la flotte britannique.